# Jaizkibel
Jaizkibel é uma cordilheira do País Basco localizada a leste de Pasaia , ao norte de Lezo e a oeste de Hondarribia, na Espanha, com 547 m (1,795 ft) no ponto mais alto (pico Alleru). A cordilheira se estende de sudoeste a nordeste, onde mergulha no mar no Cabo Higuer ( soletrado Higer também ). A noroeste, a montanha mergulha suas encostas no mar com belas falésias ao longo, com vista para o leste dos pântanos de Txingudi, o rio Bidasoa e sua foz (traçando a fronteira França-Espanha ), bem como as cidades de Irun, Hendaia e Hondarribia nas margens do rio. As montanhas relevantes mais próximas são La Rhune, Aiako Harria e Ulia, fechando a vista de leste a oeste do sul. Algumas pessoas consideram Jaizkibel a primeira montanha mais ocidental dos Pirenéus.
A área é um marco relevante por sua posição estratégica perto da fronteira com a França, sendo a cordilheira a elevação espanhola mais oriental à beira-mar e proporcionando uma vista incomparável a quilômetros de distância, tanto sobre o mar quanto sobre o interior. Por isso, os militares sempre se interessaram pelo local desde o século XVI, quando se começou a traçar a fronteira hispano-francesa, passando a edificar instalações de defesa, como as torres pontilhadas pela cumeada (datadas das Guerras Carlistas ) ou a Fortaleza de Guadalupe datada de 1890, hoje em desuso. As encostas do norte testemunharam frequentes manobras militares desde a década de 50 até o início dos anos 90, quando a estrada para a estação de bombeamento foi às vezes cortada para evitar transtornos e danos.

## Pontos de acesso

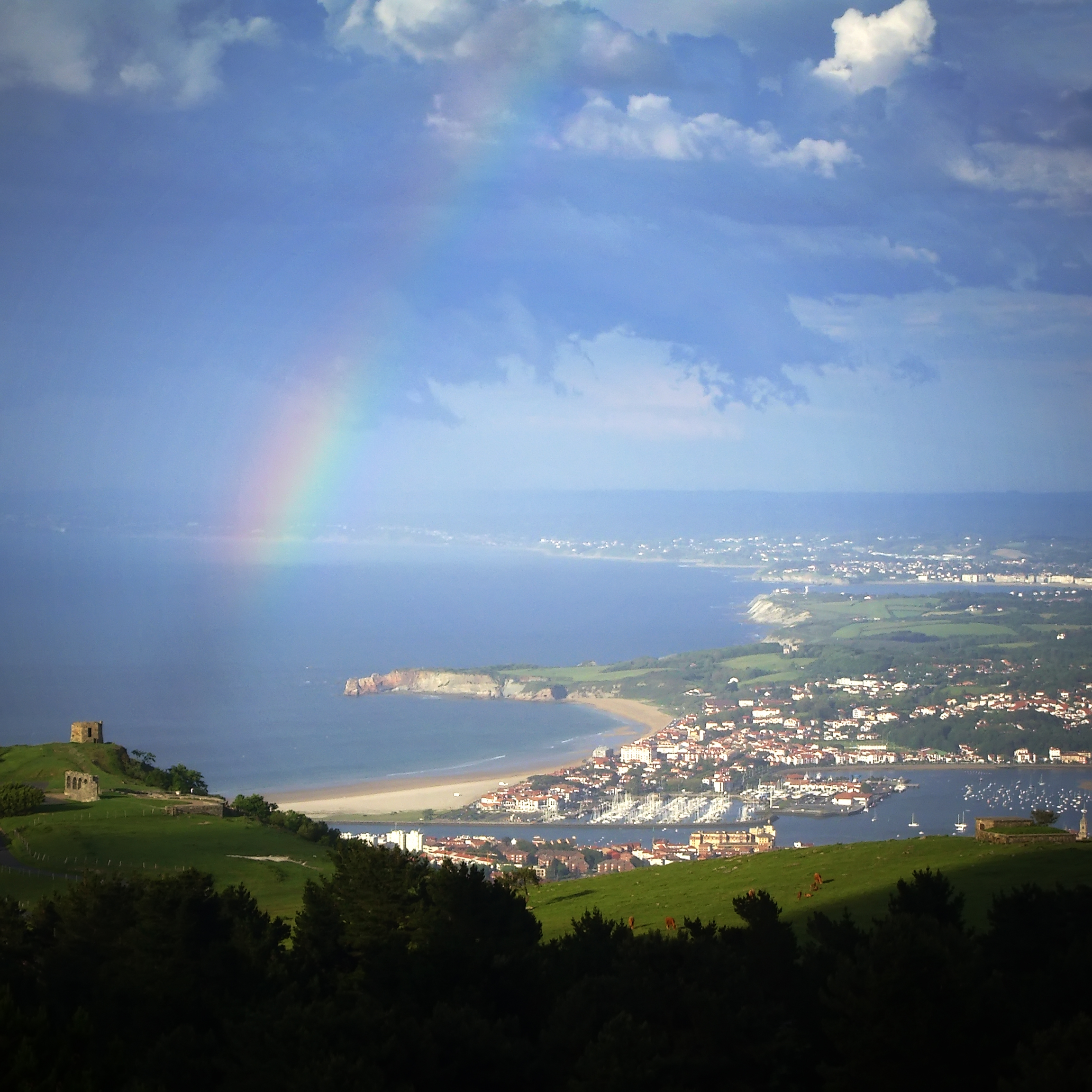
Vista para o leste de Jaizkibel

A montanha pode ser acessada de veículo motorizado, a pé e de mountain bike. Uma estrada local (Gi-3440) serpenteia de Lezo, correndo ao longo da espinha dorsal da cordilheira até serpentear em direção a Hondarribia no extremo nordeste do cume. No lado sudeste da montanha, uma trilha de poeira corta lateralmente a encosta íngreme.
A área, além de receber visitantes de veículos motorizados, especialmente no domingo, atrai muitos caminhantes, que encontram vários caminhos sinalizados com marcas GR e PR, com o caminho principal (GR-121, palco do passeio a pé de Gipuzkoa ) partindo de Pasaia e subindo até chegar à espinha da cordilheira , passando pelas conspícuas torres do século XIX. Depois de ganhar as encostas finais pela estação de propulsão no topo, o caminho segue para nordeste por prados verdes , chegando a um mirante e uma pequena torre a seguir. A descida continua até chegar ao venerado local de ermida e área de piquenique de Guadalupe, e para Hondarribia. O trecho inteiro é 17,9 km de extensão, cerca de 5 horas de caminhada. A partir do Santo Cristo do Lezo parte-se um percurso exigente até ao cume, com um caminho a subir continuamente pelo lado sul da serra mais ou menos no sentido leste até chegar ao cume e juntar-se ao GR-121 perto de uma das torres que pontilham o contorno da montanha.
A longa rota GR 11 cortando o lado sul dos Pirenéus até ao Mediterrâneo parte do Cabo Higuer na ponta nordeste da cordilheira, com os primeiros quilômetros correndo à beira-mar em Hondarribia.

## Problemas
Em 2008, um projeto controverso esteve em andamento para construir um grande porto fora da baía de Pasaia com o objetivo de acomodar um maior tráfego naval e, por sua vez, incentivar o desenvolvimento da área urbana de Pasaia no âmbito do esquema mais amplo de Jaizkibia, de acordo com funcionários. O porto estaria localizado no local das falésias externas de Jaizkibel, em uma área de interesse natural especial em muitos aspectos. Isso enfrentou forte oposição de muitos grupos e agências ambientalistas locais, que se esforçam para impedir que o esquema seja executado.

## Ciclismo
O Jaizikbel costuma ser uma subida decisiva na Clásica San Sebastián. Hoje em dia a colina é subida duas vezes na corrida e na última passagem um pequeno grupo de pilotos mantém-se na frente da corrida e consegue vencer a Clásica San Sebastián. O Jaizkibel é seguido pela subida do Alto de Arkale com o topo a apenas quatorze quilômetros do final em San Sebastián.
Antes da corrida de 2010, o Jaizkibel era escalado apenas uma vez na prova, mas a organização da prova queria uma final mais difícil porque a cada ano um grupo maior corria para a vitória. Para tornar a final mais seletiva, a organização alterou os percursos para que o Jaizkibel e o Arkale precisassem ser escalados duas vezes na final.